# Video Game History Foundation
A Video Game History Foundation (em português, Fundação para a História dos Videojogos), também conhecida por VGHF, é uma organização sem fins lucrativos americana, que se dedica ao arquivo, preservação e divulgação de publicações e outros meios de comunicação históricos relacionados com os videojogos.
Fundada por Frank Cifaldi em 2017, a VGHF está sediada em Oakland (Califórnia, EUA) e é financiada, principalmente, por doações voluntárias.

## História

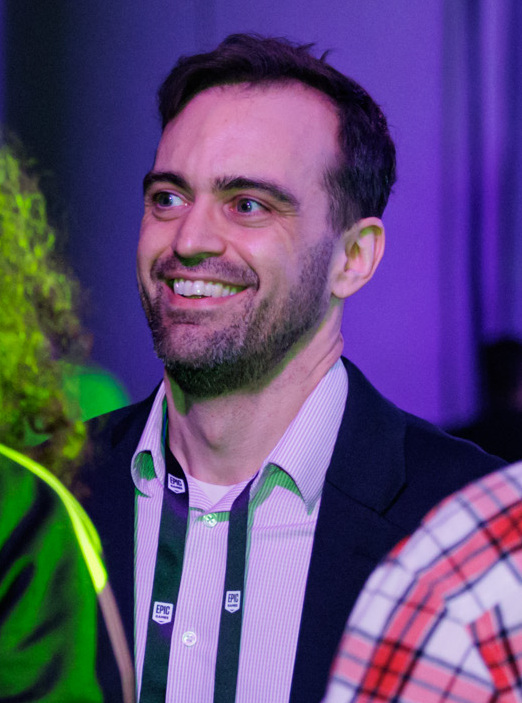
O fundador, Frank Cifaldi, em 2023.

Numa palestra proferida na Game Developers Conference de 2016, Cifaldi tinha já manifestado preocupação com o estado da preservação dos videojogos. Ao salientar a disparidade entre a preservação de filmes modernos e a preservação de videojogos, o fundador da VGHF considerou que esta indústria estava a fazer "um péssimo trabalho na manutenção do seu legado".
Inspirada na The Film Foundation (uma organização sem fins lucrativos dedicada à preservação de filmes), Cifaldi apresentou oficialmente a VGHF em fevereiro de 2017, num evento marcado por um live stream colaborativo entre a fundação e o canal de notícias sobre videojogos IGN.
Antes da fundação da VGHF, vários membros da sua direção tinham já colaborado com organizações como a Biblioteca do Congresso, o Smithsonian American Art Museum, o National Videogame Museum e o Strong National Museum of Play, e tinham feito doações a esses museus.

## Atividade
De acordo com a declaração de missão da Video Game History Foundation, o principal objetivo da fundação é catalogar, digitalizar (ripar) e preservar a história dos videojogos. Os suportes preservados pela fundação abrangem um vasto espetro de tipologias: para além dos jogos de vídeo, a fundação também arquiva código-fonte, documentos de design, kits de imprensa, cartazes, cassetes de vídeo, jornais e fotografias. É dada especial atenção à preservação dos documentos promocionais produzidos durante o período de lançamento de um jogo, que podem não ter sido preservados de forma tão completa como os próprios jogos. Cifaldi caracterizou este tipo de documentos como sendo imensamente valiosos para os historiadores, referindo: "Penso que as maiores descobertas que vamos encontrar estão em materiais que as pessoas não sabem que são importantes".
A fundação procura apoiar os museus e arquivos de jogos de vídeo, doando material recolhido, após a sua preservação. Os artefactos na posse da fundação são frequentemente transitórios e são doados a uma casa permanente após a sua digitalização e arquivo.
Atualmente, está a ser desenvolvida uma "biblioteca digital" dos bens recolhidos pela VGHF, uma tarefa que Cifaldi estima que demorará vários anos, dada a dimensão e o âmbito do projeto. Como solução intermédia, a fundação seleciona periodicamente bens do seu back-office para carregar e publicar online. A VGHF também contratou a Wata Games, que gere a avaliação e classificação de jogos selados para colecionadores de jogos de vídeo antes da venda ou leilão. A Wata forneceu à VGHF informações pormenorizadas sobre todos os protótipos de jogos que recebeu para análise, a fim de serem adicionados à base de dados da Fundação.

### Video Game Source Project
A VGHF lançou o seu Video Game Source Project em outubro de 2020, um esforço para recolher o código-fonte original e outros recursos de jogos de vídeo clássicos, que serão guardados nos seus arquivos e disponibilizados aos investigadores. Os dois primeiros jogos adicionados incluem The Secret of Monkey Island e Monkey Island 2: LeChuck's Revenge. Incluíram também Power Up Baseball, um jogo de arcada que tinha sido desenvolvido pela Midway na década de 1990, ao estilo de NBA Jam, mas que foi cancelado devido a maus resultados nos testes.

### Podcast
A VGHF produz um podcast periódico com o nome Video Game History Hour, no qual os diretores Frank Cifaldi e Kelsey Lewin entrevistam criadores de conteúdos, criadores de jogos, historiadores de videojogos e contadores de histórias, sempre na temática dos videojogos e da sua preservação. As entrevistas são informais, ao estilo "conversa de café" e abordam histórias como becos sem saída, momentos "não acredito que ninguém tenha contado esta história antes" ou outros episódios curiosos.